# Foka pospolita
Foka pospolita (Phoca vitulina) – gatunek drapieżnego ssaka z rodziny fokowatych (Phocidae). 

## Taksonomia
- Gatunek po raz pierwszy zgodnie z zasadami nazewnictwa binominalnego opisał w 1758 roku szwedzki przyrodnik Karol Linneusz nadając mu nazwę Phoca vitulina[2]. Holotyp pochodził z Morza Botnickiego i Bałtyckiego[29][30].

Niektórzy autorzy rozpoznają podgatunek mellonae z jezior i rzek półwyspu Ungava w Kanadzie, ale obecnie nie jest uwzględniany. Podgatunki P. vitulina są rozróżnialne na podstawie morfologii i genetyki, ale granice geograficzne oddzielające richardii od stejnegeri (północny Ocean Spokojny) nie są dokładnie znane. Uznawano również powszechnie podgatunek concolor, ale ostatnie dane molekularne sugerują, że jest parafiletyczny w stosunku do podgatunku nominatywnego i powinien być uważany za jego synonim. Autorzy Illustrated Checklist of the Mammals of the World rozpoznają trzy podgatunki. Podstawowe dane taksonomiczne podgatunków (oprócz nominatywnego) przedstawia poniższa tabelka:
| Podgatunek       | Oryginalna nazwa   | Autor i rok opisu | Miejsce typowe                         |
| ---------------- | ------------------ | ----------------- | -------------------------------------- |
| P. v. richardii  | Halicyon richardii | J.E. Gray, 1864   | Vancouver, Kolumbia Brytyjska, Kanada. |
| P. v. stejnegeri | Phoca stejnegeri   | J.A. Allen, 1902  | Wyspa Beringa, Kraj Kamczacki, Rosja.  |

### Etymologia
- Phoca: gr. φωκη phōkē „foka”[33].
- vitulina: łac. vitulinus „cielęcy”, od vitulus „cielę”[34].
- richardii: adm. Sir George Henry Richards (1820–1896), Royal Navy, hydrograf Admiralicji[35].
- stejnegeri: dr Leonhard Hess Stejneger (1851–1943), norweski zoolog mieszkający w Stanach Zjednoczonych w latach 1881–1943, kustosz Smithsonian Institution w latach 1884–1943[36].

## Zasięg występowania
Foka pospolita występuje w wodach klimatu umiarkowanego, subarktycznego i na wybrzeżach mórz strefy okołobiegunowej. Zamieszkuje północne wybrzeża Atlantyku i Pacyfiku. W Atlantyku obszar jej występowania dochodzi do granicy Portugalii i Meksyku. Na Pacyfiku spotykana jest wzdłuż wybrzeży Kanady i Chin. Można ją także spotkać w zachodnim Bałtyku po wyspy Uznam i Wolin, sporadycznie także bardziej na wschód. Bałtycka populacja liczy 600–700 sztuk. Niewielka kolonia występuje na południu Szwecji, większe znajdują się w Cieśninach Duńskich.
Zasięg występowania w zależności od podgatunku:
- P. vitulina vitulina – północno-wschodni Ocean Atlantycki, w tym Svalbard na południe do północno-zachodniej Francji (Bretania), sporadycznie obserwowany na południu aż do północnej Portugalii i północno-zachodniego Oceanu Atlantyckiego, od środkowej części atlantyckich Stanów Zjednoczonych do kanadyjskiej Arktyki i na wschód do Grenlandii.
- P. vitulina richardii – północno-wschodni Ocean Spokojny, od Aleutów przez Zatokę Alaska (w tym jezioro Iliamna) na południe do wybrzeży Kalifornii Dolnej (północny Meksyk); strefa kontaktu z podgatunkiem stejnegeri może przebiegać w linii zachodni półwysep Alaska–wschodnie Aleuty.
- P. vitulina stejnegeri – północno-zachodni Ocean Spokojny wzdłuż wybrzeży Rosyjskiego Dalekiego Wschodu, od Kamczatki, Wysp Kurylskich po północną Japonię (Hokkaido) i na wschód do Aleutów; strefa kontaktu z podgatunkiem richardii może przebiegać w linii wschodnie Aleuty–zachodni półwysep Alaska.

## Morfologia
Długość ciała samic około 120–170 cm, samców około 140–190 cm; masa ciała samic około 80–120 kg, samców około 100–140 kg. Noworodki osiągają długość 75–100 cm i ciężar 8–12 kg. Ubarwienie od jasnoszarego do ciemnobrązowego.

## Ekologia
Fokę pospolitą cechuje słaby węch, ale bardzo dobry słuch oraz doskonały wzrok. Foka unika wypływania na otwarte wody. Żyje zazwyczaj w wodach płytkich przy kamienistych wybrzeżach. Czasami spotyka się ją blisko ujść rzek oraz przy niewielkich piaszczystych wyspach. W wodzie foki są niezwykle zwinne i doskonale sobie radzą przy połowie ryb, które są ich podstawowym pożywieniem. Zjadają głównie śledzie i ryby dorszowate. Dietę uzupełniają bezkręgowcami.
Ciało foki jest doskonale przystosowane do życia w wodzie. Ma opływowy kształt, jest stosunkowo krępe, głowa zaokrąglona, pysk krótki z nozdrzami ustawionymi pod kątem w kształcie litery V.
Ciąża trwa 9-11 miesięcy. Samica rodzi jedno, czasami dwa młode. Poród następuje na lądzie, ale małe foki już po kilku godzinach wchodzą do wody i doskonale pływają. Matka karmi młode mlekiem przez około 5 tygodni. Dożywają nawet do 46 roku życia.

## Ochrona
W Czerwonej księdze gatunków zagrożonych Międzynarodowej Unii Ochrony Przyrody i Jej Zasobów został zaliczony do kategorii LC (ang. least concern „najmniejszej troski”). W Polsce podlega ścisłej ochronie gatunkowej, zakazuje się także umyślnego płoszenia lub niepokojenia fok.